# Следующая пятница
«Следующая пятница» (англ. Next Friday) — американская комедия 2000 года, режиссёрский дебют Стива Карра. Является продолжением фильма 1995 года «Пятница». В 2002 году вышел третий фильм серии под названием «Пятница после следующей».
Крис Такер, один из главных героев первого фильма, отказался принимать участие в съёмках продолжений, поэтому персонажа Смоки в этом фильме нет.

## Сюжет
В прошлый раз Крэйг избил Дибо и тот, в конце концов, оказался в тюрьме. Теперь по району прошёлся слух, что в ближайшую пятницу Дибо собирается сбежать из тюрьмы. Отец Крэйга решает на время, пока Дибо не сядет в тюрьму опять, вывезти сына из города, так как Дибо определённо захочет ему отомстить. Отец отвозит Крэйга в пригород в Ранчо-Кукамонга к своему брату Элрою и племяннику Дэй-Дэю. Они покинули гетто некоторое время назад, когда выиграли миллион долларов в лотерею. На месте Крэйг узнаёт, что все деньги они уже потратили и им даже грозит выселение, если они не уплатят налог.
Крэйг отправляется в музыкальный магазин на работу к Дэй-Дэю, попутно помогая ему спастись от беременной бывшей девушки. Крэйг, Дэй-Дэй и второй сотрудник магазина Роуч, закрывают магазин и располагаются в подсобке, где курят «травку». Прибывает Пинки, хозяин магазина. Дверь ему открывает Крэйг, которого Пинки принимает за грабителя. Он достаёт пистолет и завязывается драка. Когда же Пинки узнаёт, что Крэйг никакой не грабитель, а двоюродный брат Дэй-Дэя, он тут же его увольняет, а заодно и Роуча. Крэйг чувствует свою вину, что оставил Дэй-Дэя без работы, тем более в такой момент, когда его семье грозит выселение и им срочно нужны деньги.
Напротив дома Дэй-Дэя живут бандитского вида братья-латиноамериканцы. Они относят к себе в дом насос, и Крэйг подозревает, что в нём может быть спрятано что-то ценное. Он подбивает Дэй-Дэя и Роуча проверить это. Крэйгу удаётся пробраться к ним в дом и проверить их насос, где действительно оказывается спрятано много наличных денег. Крэйг прячется на втором этаже в комнате сестры этих братьев. Поскольку Крэйг долго не выходит, Дэй-Дэй и Роуч стучат в дверь, чтобы отвлечь братьев на себя. Братья открывают дверь и берут их обоих в плен, так как обнаруживают пропажу денег. Крэйг же вылазит в окно на втором этаже.
Дибо действительно в этот день сбежал из тюрьмы и действительно собрался отомстить Крэйгу. Поскольку он не знает, где Крэйг, то звонит его отцу на работу и сообщает, что Крэйг попал в беду. Папа отправляется спасать сына, а Дибо с сообщником прячутся в его машине.
Крэйг с отцом и дядей отправляются к латиноамериканцам спасать Дэй-Дэя и Роуча. Туда же отправляется и Дибо со своим сообщником. Завязывается потасовка. Всех разнимает прибывшая на место полиция. Латиноамериканцы арестованы, как и Дибо со своим сообщником. Украденные у латиноамериканских братьев деньги Крэйг оставляет своему дяде. Поскольку Дибо снова в тюрьме, Крэйг теперь может вернуться домой.

## В ролях
- Айс Кьюб — Крэйг Джонс
- Майк Эппс — Деймонд «Дэй-Дэй» Джонс
- Джастин Пирс — Роуч
- Джон Уизерспун — Вилли Джонс
- Дон Керри — Элрой Джонс
- Джейкоб Варгас — Джокер
- Лобо Себастьян — Лил Джокер
- Роландо Молина — Бэби Джокер
- Лиза Родригез — Карла
- Том Листер — Дибо
- Ким Уитли — Шуга
- Эми Хилл — миссис Хо Ким
- Тамала Джонс — Дуана
- Робин Аллен — Бэби Ди
- Клифтон Пауэлл — Пинки
- Майкл Блэксон — недовольный покупатель
- Ронн Райзер — Стэнли
- Кирк Джонс — Тайрон
- Майкл Рапапорт — почтальон

## Приём
В домашнем прокате фильм собрал порядка $57 млн при бюджете в $11 млн. На Rotten Tomatoes у фильма «гнилой» рейтинг в 21 %, при этом оценка от пользователей 76 %. Консенсус критиков гласит: «„Следующей пятнице“ не хватает веселья оригинальной „Пятницы“. Фильм сумбурный, бессюжетный и основан на несмешных вульгарных шутках». На Metacritic у фильма 41 балл из 100.
На MTV Movie Awards 2000 Айс Кьюб был номинирован в номинации «Лучшая комедийная роль», но проиграл Адаму Сэндлеру (фильм «Большой папа»).

## Саундтрек
Саундтрек был выпущен 14 декабря 1999 года на лейбле Priority Records и состоял из музыки в жанре хип-хоп и R&B. В альбомном чарте Billboard 200 он добрался до 19 места. Группа N.W.A, которая распалась ещё в начале 1990-х годов, воссоединилась для записи трека «Chin Check». Музыканты здесь отдают дань уважения Eazy-E, который умер в 1995 году. Вместо него на треке среди участников группы присутствует Snoop Dogg.
| №                   | Название              | Исполнитель                           | Длительность |
| ------------------- | --------------------- | ------------------------------------- | ------------ |
| 1.                  | «You Can Do It»       | Ice Cube, Mack 10 and Ms. Toi         | 4:20         |
| 2.                  | «Chin Check»          | N.W.A                                 | 4:24         |
| 3.                  | «We Murderers Baby»   | Vita and Ja Rule                      | 3:55         |
| 4.                  | «Hot»                 | Toni Estes                            | 3:12         |
| 5.                  | «Livin’ It Up»        | Pharoahe Monch                        | 2:53         |
| 6.                  | «Fried Day»           | Bizzy Bone and Sam Dates              | 4:37         |
| 7.                  | «I Don’t Wanna»       | Aaliyah                               | 4:15         |
| 8.                  | «Low Income»          | Wyclef Jean                           | 4:14         |
| 9.                  | «Shaolin Worldwide»   | Wu-Tang Clan                          | 4:05         |
| 10.                 | «Good Friday»         | Big Tymers, Lil’ Wayne and Mack 10    | 3:53         |
| 11.                 | «Friday»              | Krayzie Bone and Lyric                | 4:19         |
| 12.                 | «Mamacita»            | Frost, Kurupt, Soopafly and Don Cisco | 4:47         |
| 13.                 | «Make Your Body Sing» | The Isley Brothers                    | 4:04         |
| 14.                 | «Murder, Murder»      | Eminem                                | 3:44         |
| 15.                 | «Money Stretch»       | Lil’ Zane                             | 3:53         |
| Общая длительность: | Общая длительность:   | Общая длительность:                   | 1:00:47      |